# بني رزين
بني رزين هي قرية جبلية مغربية شمال المملكة. تنتمي بني رزين لإقليم شفشاون. تضم هذه القرية 19.585 نسمة (إحصاء 2004).